# Hanušovická vrchovina

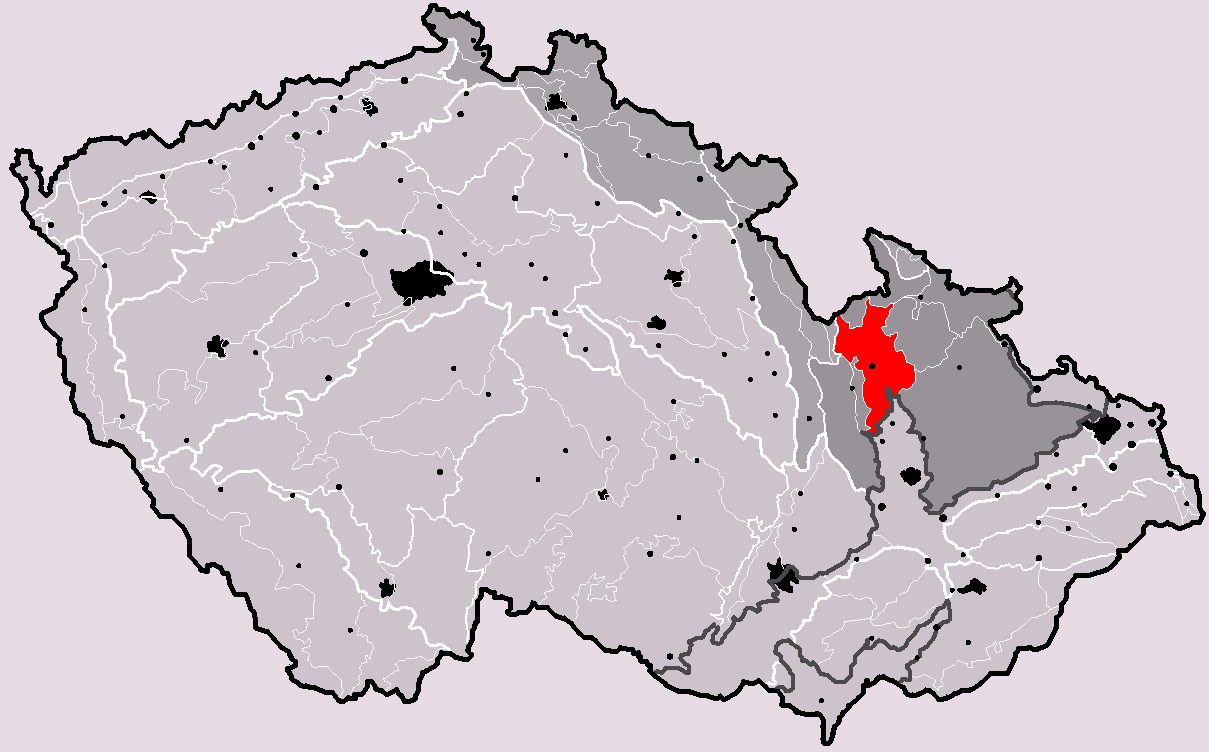
In rosso la posizione dell'Hanušovická vrchovina, nella carta topografica della Repubblica Ceca.

L’Hanušovická vrchovina (in lingua ceca significa: Altopiani di Hanušovice; in tedesco: Hannsdorfer Bergland) è una catena montuosa della Repubblica Ceca situata nei Sudeti Orientali, che si estende dalla città di Hanušovice in direzione ovest e sud-ovest.

## Geografia
A nord, la valle del fiume Morava separa gli Altopiani di Hanušovice dai Monti Śnieżnik. A est si innalzano i monti Hrubý Jeseník. A ovest, il Králická brázda costituisce il confine naturale con i Monti Orlické. A sud-ovest si trovano gli altopiani Zábřežská vrchovina. Verso sud-est va dal bacino di Schönberg al Mohelnická brázda. L'area montana copre un'area di 793 km². L'altezza media è di 527,2 m.
Il principale spartiacque europeo, che divide le acque che vanno a confluire nel Mare del Nord da quelle che, attraverso il Danubio, vanno a terminare nel Mar Nero, passa attraverso l'Hanušovická vrchovina. Da questi monti sgorgano la Tichá Orlice (in lingua ceca: Aquila silenziosa) e l'Oskava. I fiumi più grandi che scorrono in questa regione sono Morava e Desná.
Il punto più elevato dell'intera catena è situato nel monte Jeřáb, che si innalza fino a 1003 m sul livello del mare; su questi monti si trova il santuario "Hora Matky Boží" (Monte della Madre di Dio), posto a 769 metri di altezza. 
Altre cime sono:
- Bouda (956 m)
- Kamenec (914 m)
- Čečel (839 m)
- Rabštejn (803 m)
- Křížová hora (735 m)

## Geologia
La catena montuosa è divisa in quattro sottogruppi: Branenská vrchovina, Hraběšická vrchovina, Šumperská kotlina e Úsovská vrchovina.
La struttura geologica è costituita principalmente da ardesia cristallina.